# Dio (Kiembara)
Pour les articles homonymes, voir Dio.
Dio est une commune située dans le département de Kiembara de la province du Sourou au Burkina Faso.

## Géographie
La commune est traversée par la route nationale 10.

## Éducation et santé
La commune accueille un centre de santé et de promotion sociale (CSPS).